# Gibier de potence (bande dessinée)
Pour les articles homonymes, voir Gibier de potence.
Gibier de potence est une série de bande dessinée de western dessinée par Fabrice Jarzaguet et écrite par François Capuron et Fred Duval. Ses quatre volumes ont été publiés par Delcourt entre 2001 et 2007.

## Contexte historique
Lorsque le 14 avril 1865 le général Lee signe la reddition des confédérés à Appomattox, il met fin au conflit qui a opposé le Nord au Sud des États-Unis durant quatre longues années. La conquête de l'Ouest, entamée depuis quelques décennies, redevient dès lors l'axe principal de l'histoire américaine.

## Synopsis
Pendant et après la Guerre de Sécession, le parcours périlleux d'une famille de Sudistes, accompagnée d'un Indien en fuite, à travers l'Ouest des États-Unis pour échapper aux autorités du Nord.

## Principaux personnages
- Shannon Granger
- Stuart Granger
- Louise Granger
- William Granger
- Nathanaël Cooper
- Lopeman
- Ross
- Josey
- Bishop

## Albums
- Gibier de potence, Delcourt, coll. « Conquistador » :

1. Le Jardin des lys, 2001  (ISBN 2-84055-458-5)[2].
2. La Brigade de fer, 2003  (ISBN 2-84055-839-4).
3. Six secrets, 2004  (ISBN 2-84789-240-0).
4. Kansas River, 2007  (ISBN 978-2-7560-0212-5).

- Gibier de potence : Édition intégrale, Delcourt, coll. « Conquistador », 2017  (ISBN 978-2-7560-9582-0).